# 토니 트래버트

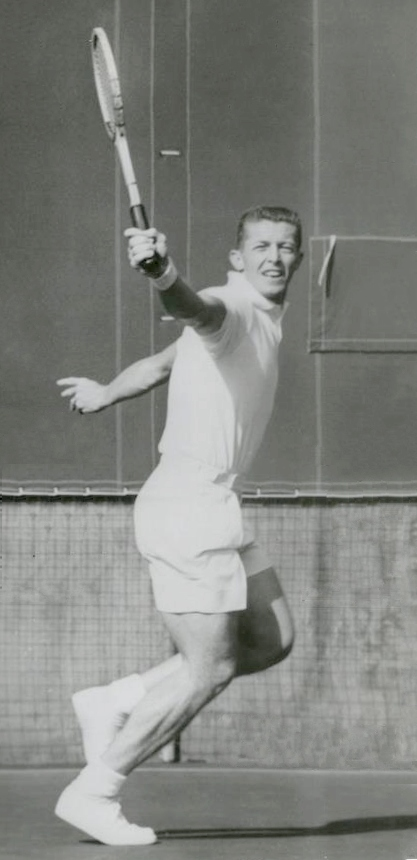
토니 트래버트(1960년)

 마리언 앤서니 “토니” 트래버트(Marion Anthony “Tony” Trabert, 1930년 8월 16일 ~ 2021년 2월 3일)는 미국의 은퇴한 테니스 선수이다. 1950년대 아마추어 선수로 활동하면서 세계 랭킹 1위까지 올랐으며, 은퇴 후에는 오랜 기간 동안 TV 해설자, 지도자, 강연자 등으로 활동하였다. 테니스 프로모터이자 그 자신이 뛰어난 선수이기도 했던 잭 크레이머는 1979년 그의 자서전에서 트래버트를 역대 최고의 선수 21인 중 한 명으로 꼽았다.

## 그랜드 슬램 결승 기록

### 단식: 5 (5승 0패)
| 결과       | 연도 | 대회                | 코트   | 결승 상대       | 스코어             |
| ---------- | ---- | ------------------- | ------ | --------------- | ------------------ |
| 우승 (1/1) | 1953 | U.S. 챔피언십       | 잔디   | 빅 세이셔스     | 6–3, 6–2, 6–3      |
| 우승 (2/2) | 1954 | 프랑스 챔피언십     | 클레이 | 아서 라센       | 6–4, 7–5, 6–1      |
| 우승 (3/3) | 1955 | 프랑스 챔피언십 (2) | 클레이 | 스벤 데이비드슨 | 2–6, 6–1, 6–4, 6–2 |
| 우승 (4/4) | 1955 | 윔블던              | 잔디   | 커트 닐센       | 6–3, 7–5, 6–1      |
| 우승 (5/5) | 1955 | U.S. 챔피언십 (2)   | 잔디   | 켄 로즈월       | 9–7, 6–3, 6–3      |

### 복식: 6 (5승 1패)
| 결과   | 연도 | 대회            | 코트   | 파트너      | 결승 상대                           | 스코어                  |
| ------ | ---- | --------------- | ------ | ----------- | ----------------------------------- | ----------------------- |
| 우승   | 1950 | 프랑스 챔피언십 | 클레이 | 빌 탤버트   | 야로슬라브 드로브니 에릭 스투르게스 | 6–2, 1–6, 10–8, 6–2     |
| 우승   | 1954 | 프랑스 챔피언십 | 클레이 | 빅 세이셔스 | 켄 로즈월 루 호드                   | 6–4, 6–2, 6–1           |
| 준우승 | 1954 | 윔블던          | 잔디   | 빅 세이셔스 | 렉스 하트윅 머빈 로즈               | 6–4, 6–4, 3–6, 6–4      |
| 우승   | 1954 | U.S. 챔피언십   | 잔디   | 빅 세이셔스 | 켄 로즈월 루 호드                   | 3–6, 6–4, 8–6, 6–3      |
| 우승   | 1955 | 호주 챔피언십   | 잔디   | 빅 세이셔스 | 켄 로즈월 루 호드                   | 6–3, 6–2, 2–6, 3–6, 6–1 |
| 우승   | 1955 | 프랑스 챔피언십 | 클레이 | 빅 세이셔스 | 오를란도 시롤라 니콜라 피에트란젤리 | 6–1, 4–6, 6–2, 6–4      |